# Jakten på den gyllene ugglan
Jakten på den gyllene ugglan (franska: Sur la trace de la chouette d'or) är en bok av den franska författaren Max Valentin,  pseudonym för Régis Hauser. Den utgavs den 15 maj 1993 och innehåller ledtrådar till en skattjakt. 
Ledtrådarna är i form av gåtor som leder till en plats i Frankrike där en skulptur av en uggla har grävts ned. Den som hittar skulpturen erhåller den uggleskulptur av guld och  silver som bokens illustratör Michel Becker har skapat.
Uppgifter om skulpturens exakta plats finns i ett förseglat kuvert som sedan Valentins död år 2009 förvaras  av hans arvingar. Originalskulpturen förvaras av Michel Becker.
Den nergrävda skulpturen hittades den 3 oktober 2024 och Michel Becker har bekräftat fyndet. Därmed är den längsta skattjakten i modern tid slut efter 31 år.